# 阿道夫·菲舍尔
阿道夫·菲舍尔（英語：Adolph Fischer；1858年—1887年11月11日）是一名德裔美国无政府主义者、工会活动家，他在干草市场事件中被处以死刑。

## 早年
1873年，15岁的阿道夫·菲舍尔移民到了美国。来到美国后，他先是在阿肯色州小岩城的一家印刷厂当排字工人。1879年，菲舍尔迁到了密苏里州圣路易斯，加入了当地的德裔排字员工会。2年后，他与约翰娜·普方茨结婚，婚后二人生育2男1女。1881年，他们一家再次搬迁，这次搬到了田纳西州纳什维尔。菲舍尔在纳什维尔给他弟弟的报纸《南方日报》（德語：Anzeiger des Südens）当排字工人。
1883年，菲舍尔再次居家搬迁到了芝加哥，并开始给奥古斯特·施皮斯和迈克尔·施瓦布的《工人报》当排字工。也是在这段时间里，他加入了国际劳动人民协会和教育与防御协会（一个社会主义准军事组织）。

## 干草市场事件

### 事件前
1886年5月3日麦考密克收割机厂发生暴乱后，菲舍尔就参加了在湖滨街格雷夫大厅举行的应对会议。这就是后世著名的“周一晚密谋”，后来的检方以此指控无政府主义者策划了第二天的炸弹事件。当时参会的还有乔治·恩格尔和霍德弗里德·瓦勒，瓦勒在事后也被捕，但他与检方合作并因此被判无罪。
这场会议最终制订了第二天晚上在干草市场举行集会的计划，菲舍尔负责印刷第二天的传单。第一批的传单含有“工人们武装起来，全力以赴！”的字样。当施皮斯看到第一批传单时，他说除非把这句话去掉，否则他将不会在集会上发言。因此除了几百张传单没来得及销毁外，其他的第一批印制的传单都被销毁，后来印制并散发的新传单上删掉了这两句话。

### 集会中
菲舍尔出席了第二天的集会，并听取了施皮斯、阿尔伯特·帕森斯和塞缪尔·菲尔登的演讲。菲尔登的演讲结束后，菲舍尔提前离开了现场，去了泽普夫厅，之后就一直待在了那。骚动过后，菲舍尔选择了回家。第二天他便被警察逮捕，警察说他在被捕时身旁有一把上了膛的左轮手枪、一把削尖的锉刀和一个用于引爆炸弹的雷管。

### 审判
庭审中，检方主要指控他在“周一晚密谋”和第二天的散发传单中起到的作用，并强调他加入了教育与防御协会。瓦勒作证说是菲舍尔是提议第二天举行集会的人（而菲舍尔说是瓦勒），并且说菲舍尔告诉他们要准备好对付警察。瓦勒还作证说菲舍尔一年前给了他一枚炸弹，并让他用它来对付警察。还有一名证人说爆炸发生时菲舍尔就在投掷者附近。
菲舍尔与其余七人一起被定罪，其中除了一人被判有期徒刑外，其余人都被判绞死。
八人中有两人写信请求伊利诺伊州州长理察·占士·歐格司比开恩减刑，但菲舍尔并不在其列。1887年11月11日，菲舍尔同施皮斯、帕森斯和乔治·恩格尔三人一同被绞死，遗言是“为安那其欢呼！这是我一生中最快乐的时刻！”
菲舍尔和绝大部分因干草市场而死的殉道者一同被埋在了伊利诺伊州森林之家公墓的干草市场烈士纪念碑旁。

## 著作
- 阿道夫·菲舍尔的自传 （页面存档备份，存于）
- 被指责的被告人：芝加哥无政府主义者在10月7号、10月8号、10月9号伊利诺伊州芝加哥法庭上的著名演说 Chicago: Socialistic Publishing Society, n.d. [1886].

## 扩展阅读
- David, Henry.  The History of the Haymarket Affair.  New York: Collier Books, 1963.